# Cal Setó
Cal Setó és un masia situada al municipi de Pinell de Solsonès, a la comarca catalana del Solsonès.
Està situada a 750 m d'altitud.